# Municipio de Aux Sable
El municipio de Aux Sable (en inglés: Aux Sable Township) es un municipio ubicado en el condado de Grundy en el estado estadounidense de Illinois. En el año 2010 tenía una población de 13061 habitantes y una densidad poblacional de 166,31 personas por km².

## Geografía
El municipio de Aux Sable se encuentra ubicado en las coordenadas 41°25′32″N 88°18′56″O / 41.42556, -88.31556. Según la Oficina del Censo de los Estados Unidos, el municipio tiene una superficie total de 78.53 km², de la cual 75.28 km² corresponden a tierra firme y (4.15%) 3.26 km² es agua.

## Demografía
Según el censo de 2010, había 13061 personas residiendo en el municipio de Aux Sable. La densidad de población era de 166,31 hab./km². De los 13061 habitantes, el municipio de Aux Sable estaba compuesto por el 89.93% blancos, el 2.9% eran afroamericanos, el 0.18% eran amerindios, el 1.19% eran asiáticos, el 0.02% eran isleños del Pacífico, el 3.79% eran de otras razas y el 1.99% pertenecían a dos o más razas. Del total de la población el 12.71% eran hispanos o latinos de cualquier raza.